# La police en l’an 2000
La police en l’an 2000 (deutsch: Die Polizei im Jahr 2000) englischer Titel Police in the year 2000, ist ein von Gaumont produzierter französischer Science Fiction- und Kriminalfilm eines unbekannten Filmregisseurs aus dem Jahr 1910.

## Handlung
Ein Freiballon, in dessen Korb sich drei Polizisten befinden, fährt durch das Bild. Die Polizisten beobachten mit Fernrohren das Geschehen am Boden und entdecken zwei Räuber, die zwei offensichtlich wohlhabende Damen überfallen.
Zwei der Polizisten lassen Greifwerkzeuge hinab, mit denen die beiden Räuber ergriffen und nach oben in den Ballon gezogen werden. Dort werden sie in einen Käfig geworfen, der einen großen Teil des Korbs einnimmt.
Einen Tresorknacker ereilt das gleiche Schicksal. Er wird, während er in einer Wohnung aus dem aufgebrochenen Geldschrank seine Beute zusammenrafft, von hinten durch das offene Fenster mit der Zange ergriffen und trotz heftiger Gegenwehr nach oben zum Käfig gezogen. Schließlich gerät ein Pudel in das Blickfeld der Polizisten, der Wurst von der Auslage eines Metzgers frisst. Auch er wird ergriffen und in den Käfig zu den menschlichen Gefangenen gesperrt.
Mit dem vollen Käfig fliegt der Ballon zum Dach der Polizeistation. Dort befindet sich eine Öffnung, in die die Gefangenen teils springen und teils, sich widerstrebend, geworfen werden. Durch eine Röhre gelangen sie in das Büro der Polizeistation, wo sie von anderen Polizisten in Empfang genommen und in ihre Zellen gebracht werden.

## Hintergrund

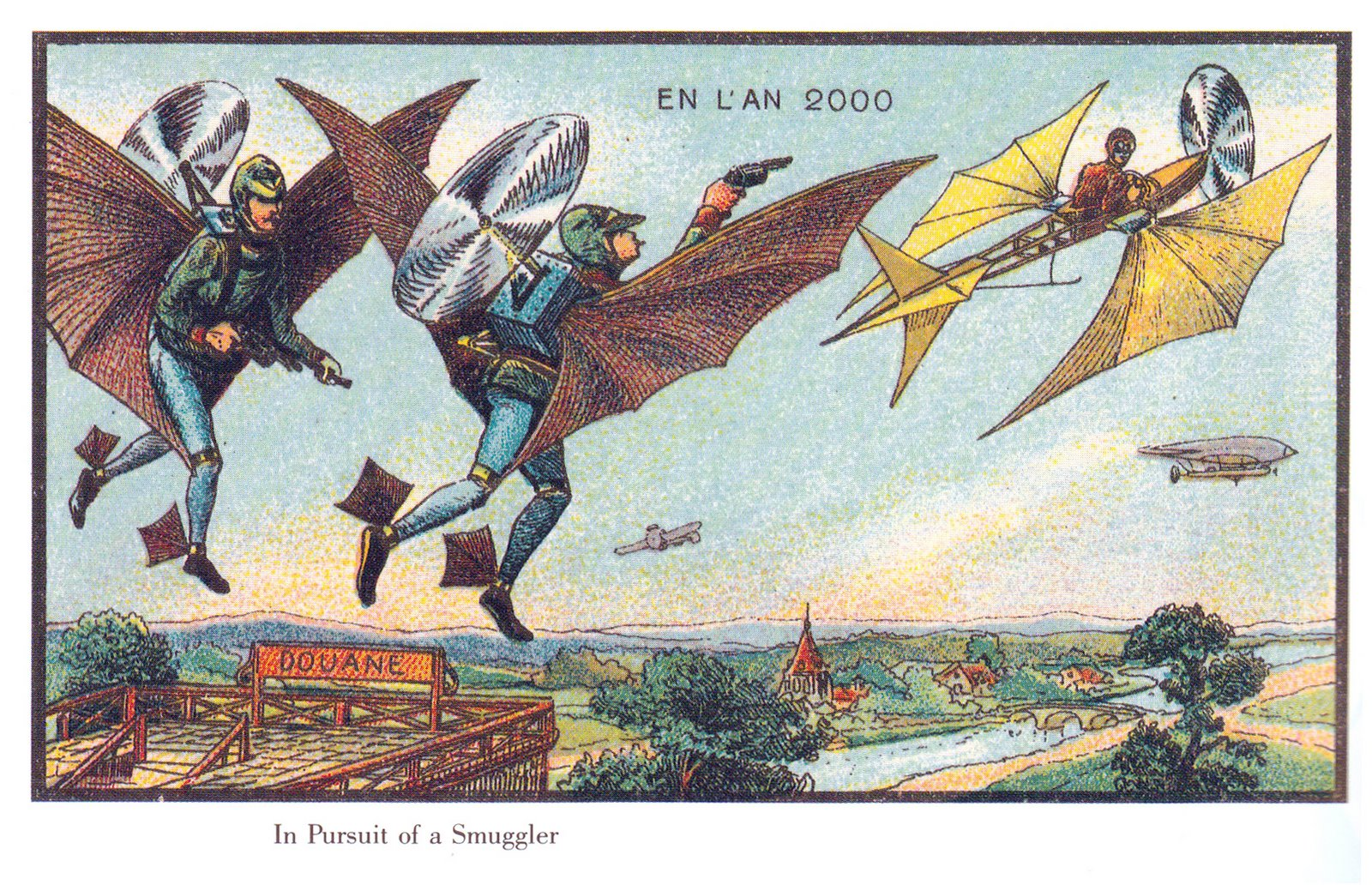
Polizei im Jahr 2000, zeitgenössische Chromolithographie

Um die Wende zum 20. Jahrhundert war Frankreich in der Produktion von Science-Fiction-Filmen führend in der Welt. Den größten Anteil daran hatte Georges Méliès mit seiner Produktionsgesellschaft Star Film.
Bis 1910 hatten Méliès und sein Wettbewerber Pathé Frères in mehr als 20 Filmen mit Längen von 6 bis 20 Minuten alle denkbaren Themen des Genres abgearbeitet: Raumflüge, Luftschiffe, Unterseeboote, Fernsehen, fliegende Autos, Roboter und einige mehr. Dieser Markt war attraktiv, aber mit La police en l’an 2000 und ihren wenigen folgenden Science-Fiction-Filmen konnte Gaumont dem Publikum nichts Neues bieten.
Dennoch war La police en l’an 2000 mit seiner Darstellung eines Luftfahrzeugs für das Filmpublikum des Jahres 1910  von einigem Interesse. Von Beginn an war Frankreich die führende Nation in der Entwicklung und dem Bau von Luftfahrzeugen. Im Vorjahr hatte Louis Blériot mit seiner Blériot XI als erster Mensch in einem Flugzeug den Ärmelkanal überquert. Danach wandte sich die junge französische Luftfahrtindustrie stärker dem Schwerer-als-Luft-Fliegen zu. Gleichwohl war die Faszination für Luftschiffe in Frankreich noch allgegenwärtig.
Das Thema wurde nicht erst im Film künstlerisch bearbeitet. Der französische Illustrator Jean-Marc Côté und andere Künstler fertigten zwischen 1899 und 1910 Zigarettenbilder und Postkarten, auf denen unter dem Titel En l'an 2000 Zukunftsvisionen wie fliegende Polizisten, Feuerwehrleute und Sportler, Lufttaxis und -busse dargestellt wurden.

### Filmtechnik
Während Méliès und Pathé Innovationen wie Matte Painting, Doppelbelichtung, Split Screen oder Stop-Motion entwickelten oder nutzten, fehlt dergleichen in La police en l’an 2000 fast vollständig. Nur in einer Sequenz, in der ein Polizist durch das (monokulare) Fernrohr blickt, wird durch eine aufgelegte Schablone das Blickfeld eines Binokulars simuliert.
Dennoch bleibt für die mit der Filmtechnik nicht vertrauten Zuschauer unklar, wie beispielsweise das Hinaufziehen der festgenommenen Täter im Studio umgesetzt wurde. Trotz der fehlenden Spezialeffekte wirkt La police en l’an 2000 professionell gemacht. So haben die Studioszenen, aus denen der Film weit überwiegend besteht, räumliche Tiefe, und die Kontinuität ist gewahrt. Auch das Design des Freiballons hebt sich positiv von früheren Darstellungen wie den Luftschiffen in Walter R. Booth' Der Luftkrieg der Zukunft ab.

### Darsteller
Der Regisseur des Films ist unbekannt. Das war bei den in rascher Folge produzierten Kurzfilmen der großen Studios nicht ungewöhnlich. Von den Darstellern konnten drei identifiziert werden: Eugène Bréon als Polizist am Bug des Ballons, Clément Mégé als sein Kollege am Heck, und Marcel Fabre als Tresorknacker. Mégé und Fabre waren dem Publikum als Hauptdarsteller in Slapstick-Komödien gut bekannt. Beide konnten aus ihren Erfahrungen als Clowns in Zirkus und Varieté aufbauen. Ihr Engagement ging wahrscheinlich auf die Initiative von Léon Gaumont zurück, der 1908 auf einer Amerikareise erleben konnte, wie gut die Filme mit André Deed oder Max Linder dort vom Publikum aufgenommen wurden.

## Kritik
Die finnische Journalistin und Bloggerin Janne Wass beschreibt La police en l’an 2000 eingehend in ihrem Blog Scifist. Für die Filmtechnik findet sie durchaus positive Worte. Allerdings macht sie darauf aufmerksam, dass die dargestellte Technik der Zukunft 1910 bereits verfügbar gewesen ist, aber deren Anwendung nicht praktikabel gewesen sei. Zusammenfassend stellt sie den Film einer Scherzpostkarte gleich, und sein einziger Zweck sei das Vergnügen. Die Herstellung habe zwar einigen Aufwand mit sich gebracht, aber nicht mehr, als die künstlerische Abteilung von Gaumont binnen weniger Tage aufbringen konnte.